# IBU-Junior-Cup 2020/21
Der IBU-Junior-Cup 2020/21 sollte zwischen dem 10. Dezember 2020 und dem 7. März 2021 ausgetragen werden. Es wäre die sechste Austragung der höchsten, von der IBU organisierten, Rennserie für Juniorinnen und Junioren im Biathlon gewesen.
Anfang September 2020 wurde der gesamte IBU-Junior-Cup bis auf die ursprünglich als Höhepunkt der Saison vorgesehenen Biathlon-Juniorenweltmeisterschaften, die wie geplant stattfanden, abgesagt. Dies geschah, da laut IBU die durch die COVID-19-Pandemie notwendig gewordenen gesundheitlichen Schutzmaßnahmen aus finanziellen und logistischen Gründen nicht im Juniorenbereich garantierbar seien.

## Austragungsorte
| Haanja |

| Madona |

| Haanja |

| Madona |

| Lenzerheide |

| Obertilliach |

| Martell |

| Lenzerheide |

| Obertilliach |

| Martell |

## Wettkampfkalender
| Datum                                 | Ort          | Wettkämpfe                                                      |
| ------------------------------------- | ------------ | --------------------------------------------------------------- |
| 7. – 13. Dezember 2020                | Martell      | Super-Sprint, Sprint, Verfolgung                                |
| 14. – 19. Dezember 2020               | Lenzerheide  | Einzel, Sprint, Single-Mixed-Staffel, Mixed-Staffel             |
| 26. – 30. Januar 2021                 | Haanja       | Sprint, Massenstart                                             |
| 1. – 7. Februar 2021 (JEM 2021)       | Madona       | Einzel, Single-Mixed-Staffel, Mixed-Staffel, Sprint, Verfolgung |
| 24. Februar – 7. März 2021 (JWM 2021) | Obertilliach | Einzel, Staffel, Sprint, Verfolgung                             |